# Flaggkonstapelsbostället

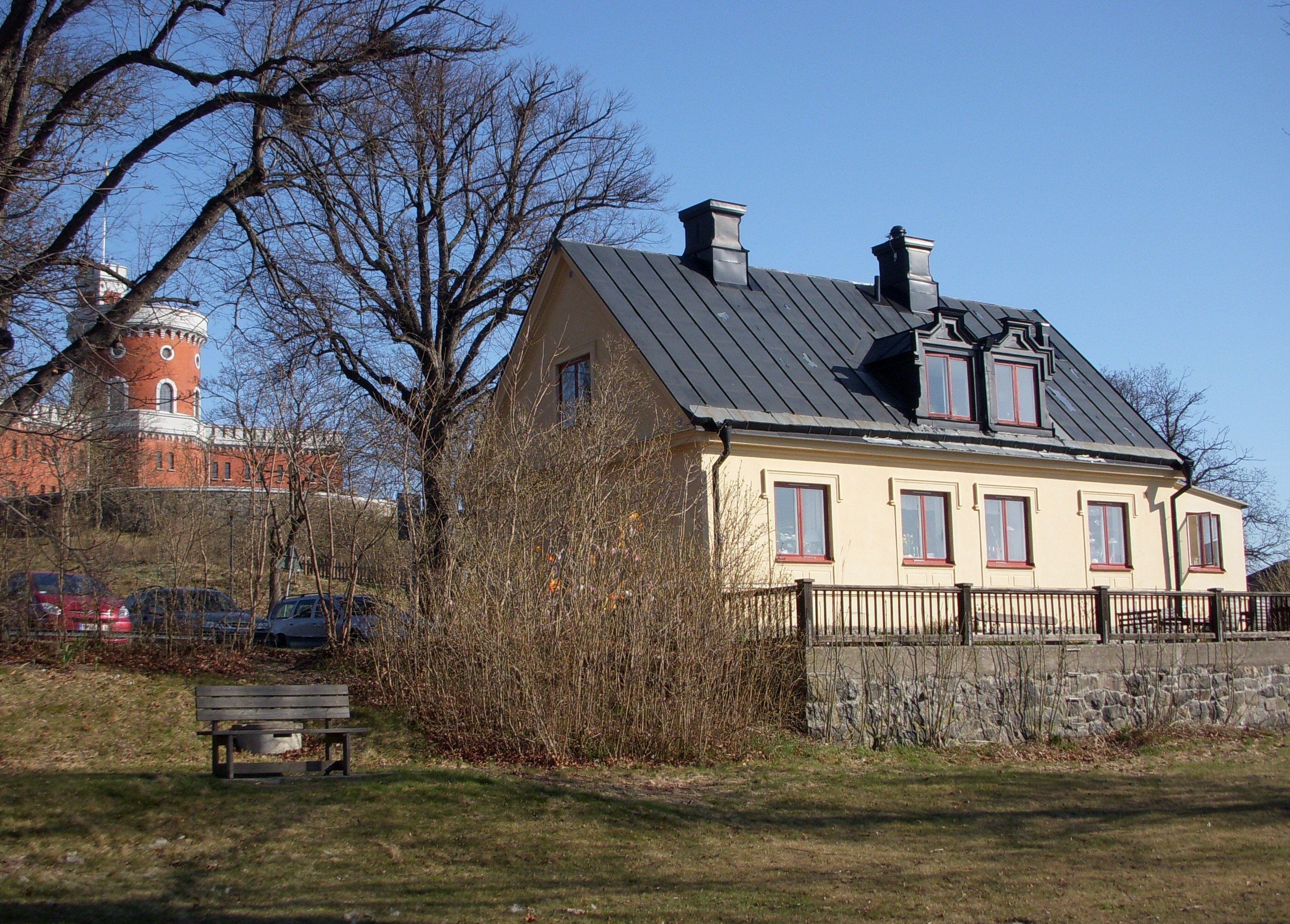
Flaggkonstapelsbostället, i bakgrunden syns Kastellet.

Flaggkonstapelsbostället är en byggnad på Kastellholmen i Stockholm, som står vid öns södra sida intill Kolskjulet.
Byggnaden uppfördes på 1770-talet strax ovanför den så kallade embarkeringsbryggan på Kastellholmens södra strand. Här bodde flaggkonstapeln och en vaktmästare. Huset ritades ursprungligen av C. Apelquist och förändrades och tillbyggdes 1880 av flottans arkitekt Victor Ringheim. I slutet av 1800-talet fanns här värdshuset Blåsut med lusthus och kajutor. Namnet Blåsut hade man tagit från sjöofficersmässen, som kallades så vid mitten av 1800-talet.
År 2006 renoverades byggnaden som numera innehåller två hyreslägenheter. Fastigheten förvaltas av Statens fastighetsverk.